# Czobor Mátyás
Czobor Mátyás Antal (született: Kaufmann Mátyás) (Pusztakovácsi, Somogy vármegye, 1875. február 22. – Zalaegerszeg, 1957. április 27.) jogász, árvaszéki ülnök, Zalaegerszeg polgármestere 1918. június 1.-je és 1936. július 18.-a között, a zalaegerszegi Baross Szövetség fiókjának az elnöke.

## Élete
Kaufmann Mátyás 1875-ben született római katolikus családban a Somogy vármegyei Pusztakovácsin. Édesapja Kaufmann Mátyás, édesanyja Szátner Mária volt. Pécsen járt középiskolába, majd ugyanott tette le a jogi tanulmányait.
1899-ben lett Zalaegerszegen árvaszéki ülnök. 1899. december 11-étől 1907. december 16-áig a vármegye negyed aljegyzője volt. 1907. december 16-ától 1910. december 12-éig II. osztályú aljegyző, majd 1913. május 13. és 1918. június 1. között Zala vármegye másodfőjegyzője volt. 1918 áprilisában hárman pályáztak a zalaegerszegi polgármesteri állásra: Czobor Mátyás vármegyei másodfőjegyző 37 szavazatot, Mezriczky Jenő városi tanácsnok 27, Fangler Béla árvaszéki ülnök 25 szavazatot kapott. Ezután 18 éven át, 1918. június 1-jétől 1936. július 18-áig töltötte be a polgármesteri állást. Czobor Mátyás hivatala alatt közel 40 új utca nyílott, új köztemető, szeretetház, bérlakások sora épült, bővült a közkórház is.
Nevéhez fűződik a „virágos Zalaegerszeg” programjának végigvitele, és tevékenysége időszakában lett a közigazgatási reform kapcsán Zalaegerszeg megyei jogú város 1929-ben.
1938. szeptember 11.-én megalakult a zalaegerszegi Baross Szövetség fiókja; az alapító elnöke Czobor Mátyás, nyugalmazott zalaegerszegi polgármester lett.